# Toshihide Saito
Toshihide Saito (斉藤 俊秀, Saito Toshihide, Shizuoka, 20 april 1973) is een Japans voormalig voetballer die als verdediger speelde.

## Carrière
Toshihide Saito speelde tussen 1996 en 2008 voor Shimizu S-Pulse en Shonan Bellmare. Hij tekende in 2009 bij Fujieda MYFC.

## Japans voetbalelftal
Toshihide Saito debuteerde in 1996 in het Japans nationaal elftal en speelde 17 interlands.

## Statistieken
| Japans voetbalelftal | Japans voetbalelftal | Japans voetbalelftal |
| Jaar                 | Wed.                 | Dlp.                 |
| -------------------- | -------------------- | -------------------- |
| 1996                 | 2                    | 0                    |
| 1997                 | 7                    | 0                    |
| 1998                 | 4                    | 0                    |
| 1999                 | 4                    | 0                    |
| Totaal               | 17                   | 0                    |